# Isoforon
Isoforon is een organische verbinding met als brutoformule C9H14O. De stof komt voor als een kleurloze tot lichtgele vloeistof met een kenmerkende pepermuntachtige geur. Het wordt industrieel vervaardigd, maar komt in de natuur ook in veenbessen voor. Het is een cyclische verbinding, in tegenstelling tot het isomeer foron.

## Synthese
Isoforon wordt industrieel bereid uit aceton door middel een autocondensatiereactie: 3 equivalenten aceton reageren hierbij tot isoforon en water:
{\displaystyle \mathrm {3\ C_{3}H_{6}O\ \longrightarrow \ C_{9}H_{14}O\ +\ 2\ H_{2}O} }
De reactie kan zowel in de vloeibare als in de gasfase gebeuren, en vereist een gepaste katalysator, zoals een mengsel van magnesium- en aluminiumoxide.

## Toepassing
Isoforon wordt industrieel veel gebruikt als oplosmiddel in bepaalde inkten, verven, lakken, lijmen of pesticiden.
Het is ook een tussenproduct in de productie van andere stoffen, zoals isoforondi-isocyanaat (gebruikt in de productie van speciale coatings) of 3,5-xylenol (gebruikt als desinfecterend middel en als grondstof voor bepaalde kunstharsen).

## Toxicologie en veiligheid
Isoforon reageert met sterk oxiderende stoffen, sterke basen en amines. De vloeistof en de dampen ervan zijn irriterend voor de ogen en de luchtwegen. De stof kan effecten hebben op het centraal zenuwstelsel, waarbij duizeligheid en vermoeidheid kunnen optreden.
Isoforon is mogelijk kankerverwekkend voor de mens; dit vermoeden is gebaseerd op resultaten van dierproeven. Bij mannelijke ratten is er na orale toediening van isoforon nierkanker vastgesteld. Bij vrouwelijke ratten en bij muizen is er geen effect vastgesteld. Over de mogelijke effecten voor de mens op lange termijn van de blootstelling aan isoforon zijn geen gegevens bekend.